# Trainingszentrum zur Freisetzung der Atmaenergie
Das Trainingszentrum zur Freisetzung der Atmaenergie (auch bekannt als Atman Stiftung) war eine Neue Religiöse Bewegung und vor allem in Teneriffa (Spanien) sowie in Deutschland aktiv. Sie erreichte größere Bekanntheit durch den Verdacht, auf Teneriffa kollektiven Selbstmord geplant zu haben. Um dies zu verhindern, kam es dort am 8. Januar 1998 zu einem Polizeieinsatz. Nach der Einschätzung des Religionswissenschaftlers Georg Schmid glaubte die Gruppe an den Weltuntergang und erwartete ihre Rettung durch Raumschiffe, hatte jedoch nicht die Absicht, Gruppensuizid zu begehen. Anfänglich wurde die Gruppierung für eine Abspaltung der Sonnentempler gehalten. Es handelte sich jedoch um eine Splittergruppe der Brahma Kumaris.